# ソラーガ
ソラーガ・ディ・ファッサ（イタリア語: Soraga di Fassa ; ラディン語: Sorèga）は、イタリア共和国トレンティーノ＝アルト・アディジェ州トレント自治県にある、人口約700人の基礎自治体（コムーネ）。

## 名称
イタリア語・ラディン語以外の言語では以下の名称を持つ。
- ドイツ語: Überwasser

2017年2月23日、「ソラーガ・ディ・ファッサ」に改称された。

## 地理

### 位置・広がり
トレント自治県北東部、ヴァル・ディ・ファッサに位置するコムーネ。モエーナから北北東へ2km、ボルツァーノから東南東へ27km、県都トレントから北東へ55kmの距離にある。

#### 隣接コムーネ
隣接するコムーネは以下の通り。括弧内のBLはベッルーノ県所属を示す。
- ファルカーデ (BL)
- モエーナ
- ロッカ・ピエートレ (BL)
- サン・ジョヴァンニ・ディ・ファッサ (ポッツァ・ディ・ファッサ、ヴィーゴ・ディ・ファッサ)

## 行政

### Comunità di valle
トレント自治県が設置した広域行政組織 Comunità di valle "Comun General de Fascia" （事務所所在地: ポッツァ・ディ・ファッサ）に属する。

## 住民

### 言語
| 少数言語話者の割合（2011年） | 少数言語話者の割合（2011年） | 少数言語話者の割合（2011年） | 少数言語話者の割合（2011年） | 少数言語話者の割合（2011年） |
| ---------------------------- | ---------------------------- | ---------------------------- | ---------------------------- | ---------------------------- |
|                              |                              |                              |                              |                              |
| ラディン語                   | ラディン語                   |                              | 85.5%                        | 85.5%                        |
| モケーニ語                   | モケーニ語                   |                              | 0.0%                         | 0.0%                         |
| チンブロ語                   | チンブロ語                   |                              | 0.0%                         | 0.0%                         |

2011年10月9日に行われた国勢調査によれば、住民736人中629人（85.5%）がラディン語話者であった。